# Kushkupir
Kushkupir (uzbeko: Qo‘shko‘pir; russo Кошкупыр) è una città dell'Uzbekistan. È il capoluogo del distretto di Kushkupir nella regione di Xorazm (Khorezm) e conta 18.134 abitanti (calcolati per il 2010). La città si trova 27 km a ovest di Urgench.